# Formostenus fuscipennis
Formostenus fuscipennis är en stekelart som beskrevs av Jonathan 1980. Formostenus fuscipennis ingår i släktet Formostenus och familjen brokparasitsteklar. Inga underarter finns listade i Catalogue of Life.